# Benais
Benais é uma comuna francesa na região administrativa do Centro, no departamento Indre-et-Loire. Estende-se por uma área de 20,05 km². Em 2010 a comuna tinha 938 habitantes (densidade: 46,8 hab./km²).